# Личности (Пазарджик)
Това е списък на известни личности, свързани с град Пазарджик.

## Родени в Пазарджик
- Александър Тунчев (р. 1981), футболист
- Ангел Димитров, български революционер от ВМОРО, четник на Богдан Георгиев[1]
- Артин Артинян (1907 – 2005), американски литературен историк
- Атанас Г. Сиджема, български революционер от ВМОРО, четник на Димитър Запрянов[2]
- Атанас Петров, български революционер от ВМОРО, четник на Иван Наумов Алябака[3]
- Атанас Пашев (р. 1963), футболист
- Богдан Величков (1864 – 1897), учител, журналист и редактор
- Борис Гуджунов (р. 1941), певец
- Борис Пожаров (р. 1866), актьор
- Валери Иванов (р. 1963), поет, литературен критик
- Владимир Манчев (р. 1977), футболист
- Георги Георгиев (р.1976), джудист
- Георги Герасимов (1905 – 1977), художник
- Георги Кьосев (р. 1974), футболист
- Георги Мицков (1921 – 2002), поет
- Георги Нетев, български революционер от ВМОРО, четник на Лука Иванов[4]
- Георги Петков (р. 1976), футболист
- Георги Петров (1875 - ?), участник в Илинденско-Преображенското въстание в Одринско с четата на Кръстьо Българията[5]
- Георги Танев (р. 1943), политик
- Георги Тодоров (кмет на Пловдив) (р.1885) адвокат
- Георги Христович (1863 – 1926), зоолог
- Димитър Бояджиев (1880 – 1911), поет
- Екатерина Михайлова (р. 1956), политик
- Запрян Шкодров {1923 – 2005), общественик
- Иван Батаклиев (1891 – 1973), географ и историк
- Иван Иванов (1935 – 1993), музикален деятел
- Иван Красновски (1882 – 1941), юрист и политик
- Илия Матакиев (1872 – 1946), лекар
- Йордан Костурков (р. 1948), писател и преводач
- Кимон Георгиев (1882 – 1969), политик
- Кирил Василев (р. 1967), футболист
- Константин Величков (1855 – 1907), писател и политик
- Константин Муравиев (1893 – 1965), политик
- Коста Петров, български революционер от ВМОРО, четник на Дончо Лазаров[6]
- Младен Радков (р. 1960), футболист
- Никола Груйчин (1873 – 1908), български революционер от ВМОРО
- Никола Йотов (1892 – 1961), политик
- Никола Симеонов, български революционер от ВМОРО, четник на Никола Груйчин[7]
- Никола Фурнаджиев (1903 – 1968), поет
- Никола Тодоров, български революционер от ВМОРО, четник на Иван Наумов Алябака[8]
- Петър Мусевич (1840 – 1914), общественик и книжар
- Радко Димитров (р. 1964), футболист
- Райко Алексиев (1893 – 1944), публицист и художник
- Райко Стойнов (р. 1937), футболист
- Спас Киричев (р. 1959), скулптор
- Спас Костантинов, български революционер от ВМОРО, четник[9]
- Стефан Захариев (1810 – 1871), просветен деец
- Стоян Аргиров (1870 – 1939), филолог
- Стоян Василев (1904 – 1977), художник
- Стоян Ганев (1955 – 2013), политик
- Теодор Траянов (1882 – 1945), поет
- Тодор Градинаров, български революционер от ВМОРО, четник на Лука Иванов[10]
- Тома Попович, просветен деец
- Христина Вучева (р. 1937), икономист и политик

## Македоно-одрински опълченци от Пазарджик
- Гаврил Ангелов, 26-годишен, земеделец, ІV отделение, 2 рота на 13 кукушка дружина[11]

## Починали в Пазарджик
- Георги Ангелиев (1832 – 1916), революционер
- Борис Арсов (1915 – 1974), общественик
- Теофил Бейков (1821 – 1876), революционер
- Атанас Буров (1875 – 1954), политик
- Георги Герасимов (1905 – 1977), художник
- Тодор Губиделников (1889 – 1959), предприемач
- Тана Кировска (1862 – 1932), българска революционерка от ВМОРО
- Стефан Захариев (1810 – 1871), просветен деец
- Владимир Карамфилов (1877 – 1943), български революционер от ВМОРО и просветен деец
- Димитър Лютаков (1820 – 1876), революционер
- Илия Матакиев (1872 – 1946), лекар
- Илия Минев (1917 – 2000), политзатворник
- Страхил Развигоров (1897 – 1948), революционер

## Други
- Михаил Маджаров (1854 – 1944), политик, учител в града през 1877 – 1878
- Вела Пеева (1922 – 1944), партизанка, завършва гимназия през 1940
- Ованес Съваджъян (1844 – 1906), първи временен кмет на града
- Д-р Иван Симеонов (1950), учен филолог, автор на 11 книги, сборници и учебници и на 200 научни статии, студии и доклади на български, руски и румънски език, преподавател по български фолклор и литература в Тараклийския държавен университет „Григорий Цамблак“ (от 2006 г.).